# BanG Dream!のディスコグラフィ
BanG Dream!のディスコグラフィでは、主にブシロードミュージックから発売された、メディアミックスプロジェクト『BanG Dream!』およびiOS・Android向けアプリゲーム『バンドリ! ガールズバンドパーティ!』の関連CDについて記述する。
以下、収録内容におけるボーカル曲は太字、ボイスドラマパートは▲印、カバー楽曲のオリジナルアーティストはOAと表記する。それぞれの楽曲ではボーカル担当以外のメンバーはバックコーラスで参加している。一部の楽曲ではメインの歌唱を担当している場合もある。
「*」と記載がある作曲家は、Elements Garden所属であることを示す（楽曲発表当時）。
また、一部のボーカル曲は、iOS・Android向けアプリゲーム『バンドリ！ ガールズバンドパーティ！』でも使用されている。

## Poppin'Party
メンバーは、戸山香澄（声 - 愛美）、花園たえ（声 - 大塚紗英）、牛込りみ（声 - 西本りみ）、山吹沙綾（声 - 大橋彩香）、市ヶ谷有咲（声 - 伊藤彩沙）の5名。

## Roselia
メンバーは湊友希那（声 - 相羽あいな）、氷川紗夜（声 - 工藤晴香）、今井リサ（声 - 遠藤ゆりか〈初代〉→中島由貴〈2代目〉）、宇田川あこ（声 - 櫻川めぐ）、白金燐子（声 - 明坂聡美〈初代〉→志崎樺音〈2代目〉）の5名。
基本的にジャケットにはキャラクターイラストを使用していない。

## Afterglow
メンバーは美竹蘭（声 - 佐倉綾音）、青葉モカ（声 - 三澤紗千香）、上原ひまり（声 - 加藤英美里）、宇田川巴（声 - 日笠陽子）、羽沢つぐみ（声 - 金元寿子）の5名。

## Pastel*Palettes
メンバーは丸山彩（声 - 前島亜美）、氷川日菜（声 - 小澤亜李）、白鷺千聖（声 - 上坂すみれ）、大和麻弥（声 - 中上育実）、若宮イヴ（声 - 秦佐和子）の5名。

## ハロー、ハッピーワールド！
メンバーは弦巻こころ（声 - 伊藤美来）、瀬田薫（声 - 田所あずさ）、北沢はぐみ（声 - 吉田有里）、松原花音（声 - 豊田萌絵）、ミッシェル / 奥沢美咲（声 - 黒沢ともよ）の5名。

## RAISE A SUILEN
「BanG Dream!」プロジェクト内のバックバンドとして結成された5人組女性ユニット。活動当初は「THE THIRD（仮）」名義で活動していた。
メンバーは、レイヤ（声 - Raychell）、ロック（声 - 小原莉子）、マスキング（声 - 夏芽）、パレオ（声 - 倉知玲鳳）、チュチュ（声 - 紡木吏佐）の5名。
キャラクターはテレビアニメ2期に合わせて設定されたものであり、当初は現実のバンド活動のみでキャラクター展開はされていなかった。
基本的にキャラクターイラストはジャケットの裏側に描いてある。

## Morfonica
メンバーは倉田ましろ（声 - 進藤あまね）、桐ヶ谷透子（声 - 直田姫奈）、広町七深（声 - 西尾夕香）、二葉つくし（声 - mika）、八潮 瑠唯（声 - Ayasa）の5名。

## Glitter*Green
メンバーは、牛込ゆり（声 - 三森すずこ）、鵜沢リィ（声 - 橘田いずみ）、鰐部七菜（声 - 佐々木未来）、二十騎ひなこ（声 - 徳井青空）の4名。

### Don't be afraid!
『Don't be afraid!』は、2018年11月21日に発売されたGlitter*Greenのシングルであり、同ユニットにとって最初で最後のシングルとなる。通常盤（BRMM-10137）とBlu-ray付生産限定盤（BRMM-10136）の二種類がリリースされる。
Glitter*Greenの楽曲はTVアニメ第1期のサウンドトラックに収録されていたが、サウンドトラックに収録されていたものはショート版であったため、フルバージョンの収録は初となる。また、音源は新規収録が行なわれている。なお、ゲーム内ではCDの発売に合わせて楽曲ジャケットが変更されているものの、使用している音源はサウンドトラックに収録されているものから差し替えられていない。
生産限定盤のBlu-rayには2018年1月に開催された「ガルパライブ」のライブ映像に加え、「BanG Dream!」と同じくブシロードの作品である「ミルキィホームズ」のファンクラブイベント「ゆくミル くるミル 2016-2017」での「Don’t be afraid!」初披露の模様を収録。
初回生産分限定封入特典としてオリジナルキャラクターカード1枚（全4種）が封入。
また、2018年10月17日に発売されたミルキィホームズのファイナルシングル「毎日くらいまっくす☆/そして、群青にとけていく」との連動購入キャンペーンが行われた。ミルキィホームズとGlitter*Greenの両ファイナルシングルに封入されている引換券にて、Glitter*Greenが歌う「雨上がりのミライ」が収録されたスペシャルCDが配布された。
収録曲
全作詞：織田あすか*、全作曲・編曲：岩橋星実*
1. Don't be afraid!
2. Glee! Glee! Glee!
3. Don't be afraid! -instrumental-
4. Glee! Glee! Glee!  -instrumental-

Blu-ray（生産限定盤のみ）
1. 三森すずこ（Glitter*Green 牛込ゆり役） + バックバンド：THE THIRD（仮） ガルパライブ（2018年1月13日）
2. 三森すずこ（Glitter*Green 牛込ゆり役） ミルキィホームズ ファンクラブイベント「ゆくミル くるミル 2016-2017」（2016年12月31日）

## MyGO!!!!!
メンバーは、高松燈 （声 - 羊宮妃那）、千早愛音（声 - 立石凛）、要楽奈（声 - 青木陽菜）、長崎そよ（声 - 小日向美香）、椎名立希（声 - 林鼓子）の5名。
作品発表当初、キャラクターは名前のみで苗字が明かされておらず、キャストも公表されていなかった。
MyGO!!!!!の楽曲には、タイトルに当て字を使用したものが多いため、読みの一覧を以下にまとめた。
- 歌いましょう鳴らしましょう（うたいましょうならしましょう）
- 栞（しおり）
- 潜在表明（せんざいひょうめい）
- 春日影（はるひかげ）
- 碧天伴走（へきてんばんそう）
- 音一会（おといちえ）
- 回層浮（かいそう）
- 壱雫空（ひとしずく）
- 孤壊牢（こころ）
- 輪符雨（りふれいん）
- 名無声（なもなき）
- 霧周途（みすと）
- 処救生（こきゅう）
- 砂寸奏（さすらい）
- 迷路日々（めろでぃ）
- 詩超絆（うたことば）
- 過惰幻（あだゆめ）
- 焚音打（たねび）
- 無路矢（のろし）
- 歩拾道（すぴいど）
- 迷星叫（まよいうた）
- 端程山（ぱのらま）
- 影色舞（しるえっとだんす）
- 明弦音（あげいん）
- 夜隠染（よかぜ）

なお、アルバムの読みは以下の通りである。
- 1st Album - 迷跡波（めいせきは）
- 2nd Album - 跡暖空（みちのく）

### シングル（MyGO!!!!!）

#### 迷星叫
デビューシングル。2022年11月9日に発売された。
グッズ付き初回生産限定盤にはキャラクター缶バッジ5種セットが封入。また、初回生産分限定封入特典としてオリジナルキャラクターカード1枚（全5種）が封入。
収録曲
全作詞：藤原優樹（SUPA LOVE）
1. 迷星叫
  - 作曲・編曲：長谷川大介（SUPA LOVE）

2. 名無声
  - 作曲・編曲：金崎真士（SUPA LOVE）

3. 迷星叫 -instrumental-
4. 名無声 -instrumental-
5. 1st LIVE「僕たちはここで叫ぶ」アフタートーク
6. 2nd LIVE「そのままを抱きしめて」アフタートーク

#### 音一会
2ndシングル。2023年4月12日に発売された。
生産限定盤のBlu-rayには2022年7月3日に渋谷 duo MUSIC EXCHANGEにて開催されたMyGO!!!!! 1st LIVE「僕たちはここで叫ぶ」、2022年9月10日に飛行船シアターにて開催されたMyGO!!!!! 2nd LIVE「そのままを抱きしめて」の映像が収録されている。
初回生産分限定封入特典としてオリジナルキャラクターカード1枚（全5種）が封入。
収録曲
全作詞：藤原優樹（SUPA LOVE）
1. 音一会
  - 作曲・編曲：尾崎豪（SUPA LOVE）

2. 潜在表明
  - 作曲・編曲：鈴木裕明（SUPA LOVE）

3. 影色舞
  - 作曲・編曲：木下龍平

4. 音一会 -instrumental-
5. 潜在表明 -instrumental-
6. 影色舞 -instrumental-

Blu-ray（生産限定盤のみ）
- MyGO!!!!! 1st LIVE「僕たちはここで叫ぶ」（2022年7月3日、渋谷 duo MUSIC EXCHANGE）

1. ティアドロップス（OA：Poppin'Party）
2. 二息歩行（Reloaded）（OA：DECO*27 feat.初音ミク）
3. swim（OA：04 Limited Sazabys）
4. イニシャル（OA：Poppin'Party）
5. Time Lapse（OA：Poppin'Party）
6. 猛独が襲う（OA：一二三 feat.初音ミク）
7. Happy Happy Party!（OA：Poppin'Party）
8. Yes! BanG_Dream!（OA：Poppin'Party）
9. 迷星叫
10. 二息歩行（Reloaded）（OA：DECO*27 feat.初音ミク）
11. 迷星叫

- MyGO!!!!! 2nd LIVE「そのままを抱きしめて」（2022年9月10日、飛行船シアター）

1. 迷星叫
2. イニシャル（OA：Poppin'Party）
3. 猛独が襲う（OA：一二三 feat.初音ミク）
4. 二息歩行（Reloaded）（OA：DECO*27 feat.初音ミク）
5. 君の神様になりたい。（OA：カンザキイオリ feat.初音ミク）
6. Time Lapse（OA：Poppin'Party）
7. ティアドロップス（OA：Poppin'Party）
8. swim（OA：04 Limited Sazabys）
9. 名無声
10. 迷星叫
11. 名無声

#### 壱雫空
3rdシングル。2023年8月9日に発売された。
表題曲の「壱雫空」はテレビアニメ『BanG Dream! It's MyGO!!!!!』のオープニングテーマ、カップリング曲の「栞」は同アニメのエンディングテーマに起用された。
生産限定盤のBlu-rayには2022年11月26日にCOOL JAPAN PARK OSAKA WWホールにて開催されたMyGO!!!!! 3rd LIVE「声を抱えて生きる」の映像が収録されている。
初回生産分限定封入特典としてオリジナルキャラクターカード1枚（全5種）が封入。
収録曲
1. 壱雫空
  - 作詞：藤原優樹（SUPA LOVE）、作曲・編曲：hisakuni（SUPA LOVE）

2. 栞
  - 作詞：織田あすか*、作曲・編曲：藤田淳平*

3. 焚音打
  - 作詞：藤原優樹（SUPA LOVE）、作曲・編曲：長谷川大介（SUPA LOVE）

4. 壱雫空 -instrumental-
5. 栞 -instrumental-
6. 焚音打 -instrumental-

Blu-ray（生産限定盤のみ）
- MyGO!!!!! 3rd LIVE「声を抱えて生きる」（2022年11月26日、COOL JAPAN PARK OSAKA WWホール）

1. 名無声
2. 猛独が襲う（OA：一二三 feat.初音ミク）
3. Happy Happy Party!（OA：Poppin'Party）
4. swim（OA：04 Limited Sazabys）
5. 影色舞
6. 二息歩行（Reloaded）（OA：DECO*27 feat.初音ミク）
7. 迷星叫
8. ティアドロップス（OA：Poppin'Party）
9. 君の神様になりたい。（OA：カンザキイオリ feat.初音ミク）
10. 潜在表明
11. 影色舞
12. 迷星叫

#### 砂寸奏／回層浮
4thシングル。2024年3月20日に発売された。通常盤（BRMM-10771）とBlu-ray付生産限定盤（BRMM-10770）の2種。
生産限定盤のBlu-rayには2023年8月12日にKT Zepp Yokohamaにて開催されたMyGO!!!!! 5th LIVE「迷うことに迷わない」の映像が収録されている。
初回生産分限定封入特典としてオリジナルキャラクターカード1枚（全5種）が封入。
収録曲
1. 砂寸奏
  - 作詞：藤原優樹（SUPA LOVE）、作曲・編曲：槇島隆人（SUPA LOVE）

2. 回層浮
  - 作詞：藤原優樹（SUPA LOVE）、作曲・編曲：hisakuni（SUPA LOVE）

3. 処救生
  - 作詞：藤原優樹（SUPA LOVE）、作曲・編曲：松坂康司（SUPA LOVE）

4. 砂寸奏 -instrumental-
5. 回層浮 -instrumental-
6. 処救生 -instrumental-

Blu-ray（生産限定盤のみ）
- MyGO!!!!! 5th LIVE「迷うことに迷わない」（2023年8月12日、KT Zepp Yokohama）

1. 壱雫空
2. 迷星叫
3. 無路矢
4. Time Lapse（OA：Poppin'Party）
5. 栞
6. 音一会 ～Acoustic Ver.～
7. 迷星叫 ～Acoustic Ver.～
8. 君の神様になりたい。
9. 潜在表明
10. 影色舞
11. swim（OA：04 Limited Sazabys）
12. 碧天伴走
13. 焚音打
14. 名無声
15. 音一会

### アルバム（MyGO!!!!!）

#### 迷跡波
1stアルバム。2023年11月1日に発売された。
CDは1stシングルから3rdシングルまでの楽曲に加え、配信販売のみされていた「無路矢」、テレビアニメ『BanG Dream! It's MyGO!!!!!』の挿入歌などの新曲を収録。
生産限定盤のBlu-rayには2023年4月9日にTACHIKAWA STAGE GARDENにて開催されたMyGO!!!!! 4th LIVE「前へ進む音の中で」の映像が収録されている。
楽曲解説
3曲目の「碧天伴走」は、テレビアニメ版第7話の挿入歌として用いられた。作中ではドラム担当の椎名立希が初めて作曲した設定であり、演者の林鼓子はキャスト座談会の中で印象深い楽曲として挙げている。ギター担当の千早愛音を演じた立石凛も、聞くだけで愛音の成長の軌跡が思い浮かぶという理由から、同楽曲に思い入れがあることを明かしている。
収録曲
1. 迷星叫
  - 作詞：藤原優樹（SUPA LOVE）、作曲・編曲：長谷川大介（SUPA LOVE）

2. 壱雫空
  - 作詞：藤原優樹（SUPA LOVE）、作曲・編曲：hisakuni（SUPA LOVE）

3. 碧天伴走
  - 作詞：藤原優樹（SUPA LOVE）、作曲・編曲：木下龍平（SUPA LOVE）
  - CD初収録。

4. 影色舞
  - 作詞：藤原優樹（SUPA LOVE）、作曲・編曲：木下龍平

5. 歌いましょう鳴らしましょう
  - 作詞・作曲：メガテラ・ゼロ、編曲：Mr.FanTastiC
  - CD初収録。

6. 潜在表明
  - 作詞：藤原優樹（SUPA LOVE）、作曲・編曲：鈴木裕明

7. 音一会
  - 作詞：藤原優樹（SUPA LOVE）、作曲・編曲：尾崎豪（SUPA LOVE）

8. 春日影（MyGO!!!!! ver.）
  - 作詞：織田あすか*、作曲・編曲：藤田淳平*
  - CD初収録。

9. 詩超絆
  - 作詞：藤原優樹（SUPA LOVE）、作曲・編曲：横地健太（SUPA LOVE）
  - CD初収録。

10. 迷路日々
  - 作詞：藤原優樹（SUPA LOVE）、作曲・編曲：松坂康司（SUPA LOVE）
  - CD初収録。

11. 無路矢
  - 作詞：藤原優樹（SUPA LOVE）、作曲・編曲：庄司夏葵（SUPA LOVE）
  - CD初収録。

12. 名無声
  - 作詞：藤原優樹（SUPA LOVE）、作曲・編曲：金崎真士

13. 栞
  - 作詞：織田あすか*、作曲・編曲：藤田淳平*

Blu-ray（生産限定盤のみ）
- MyGO!!!!! 4th LIVE「前へ進む音の中で」（2023年4月9日、TACHIKAWA STAGE GARDEN）

1. 名無声
2. ティアドロップス（OA：Poppin'Party）
3. 影色舞
4. 潜在表明
5. 無路矢
6. 二息歩行（Reloaded）（OA：DECO*27 feat.初音ミク）
7. Henceforth（OA：Orangestar  feat.IA）
8. 猛独が襲う（OA：一二三 feat.初音ミク）
9. swim（OA：04 Limited Sazabys）
10. 迷星叫
11. 音一会
12. 無路矢
13. 壱雫空
14. 音一会

## Ave Mujica
ドロリス（三角初華）（声 - 佐々木李子）、モーティス（若葉睦）（声 - 渡瀬結月）、ティモリス（八幡海鈴）（声 - 岡田夢以）、アモーリス（祐天寺にゃむ）（声 - 米澤茜）、オブリビオニス（豊川祥子）（声 - 高尾奏音）の5名。
2023年6月開催のAve Mujica 0th LIVE「Primo die in scaena」開催前はキャラクター・演者のいずれも公開されず、0th LIVEにてキャラクター名が公開された。テレビアニメ『BanG Dream! It's MyGO!!!!!』では、仮面を取ったメンバーが先行して登場し、声優も公開されたが、その段階ではメンバーであることは伏せられていた。第13話にてAve Mujicaが結成され、それと同時にそれぞれがメンバーであることも発表された。

### ミニアルバム（Ave Mujica）

#### Alea jacta est
1stミニアルバム。2023年9月13日に発売。通常盤（BRMM-10672）とBlu-ray付生産限定盤（BRMM-10671）の2種類がリリースされた。
CDはAve Mujica公式チャンネルで先行公開されていた5曲に加え、テレビアニメ『BanG Dream! It's MyGO!!!!!』13話で披露された｢Ave Mujica｣を収録。
生産限定盤のBlu-rayには2023年6月4日に中野サンプラザにて開催されたAve Mujica 0th LIVE「Primo die in scaena」の映像、公式チャンネルで公開されているミュージックビデオ・ストーリームービーが収録されている。
収録曲
1. 黒のバースデイ
  - 作詞：Diggy-MO'、作曲・編曲：賀佐泰洋（SUPA LOVE）

2. ふたつの月  ~Deep Into The Forest~
  - 作詞：Diggy-MO’、作曲・編曲：長谷川大介（SUPA LOVE）

3. Choir ‘S’ Choir（読み : クワイアエスクワイア）
  - 作詞：Diggy-MO’、作曲・編曲：角本麻衣（SUPA LOVE）

4. 神さま、バカ
  - 作詞：Diggy-MO’、作曲・編曲：槇島隆人（SUPA LOVE）

5. Mas?uerade Rhapsody Re?uest（読み : マスカレイドラプソディリクエスト）
  - 作詞：Diggy-MO’、作曲・編曲：あらケン（SUPA LOVE）

6. Ave Mujica
  - 作詞：上松範康（Elements Garden）、織田あすか（Elements Garden）、作曲：上松範康（Elements Garden）、編曲：藤間仁（Elements Garden）

Blu-ray（生産限定盤のみ）
- Ave Mujica 0th LIVE 「Primo die in scaena」（2023年6月4日、中野サンプラザ）
- ミュージックビデオ
- ストーリームービー

## テレビアニメのCD

### TVアニメ『BanG Dream!』キャラクターソング
テレビアニメ第1期のキャラクターソングシングルシリーズとして、2017年4月5日より全5弾が発売された。なお、キャラクター単体のシングル作品は今作が初となる。共通の初回生産特典として、キャラクターソング5タイトル連動スペシャルグッズ応募券およびESPコラボオリジナルキャラクターピックが封入。
これらの楽曲の一部は、「BanG Dream! 7th☆LIVE」の一環として2019年2月23日に日本武道館で開催された「DAY3:Poppin’Party“Jumpin' Music♪”」において、披露されている。

#### Vol.1 どきどきSING OUT!
第1弾。2017年4月5日発売。歌唱およびボイスドラマパートの出演は戸山香澄（愛美） 。
収録曲
全作詞：中村航
1. どきどきSING OUT!
  - 作曲・編曲：藤間仁*

2. ティアドロップス 〜Acoustic Ver.〜
  - 作曲：上松範康*、編曲：藤永龍太郎*

3. どきどきSING OUT!（instrumental）
4. ティアドロップス 〜Acoustic Ver.〜（instrumental）
5. 香澄のナイショ話▲

#### Vol.2 花園電気ギター!!!
『花園電気ギター!!!』は、2017年6月21日に発売されたシングルであり、キャラクターソング第2弾にあたる。歌唱およびボイスドラマパートの出演は花園たえ（大塚紗英）。
収録曲
全作詞：中村航
1. 花園電気ギター!!!
  - 作曲・編曲：母里治樹*

2. 走り始めたばかりのキミに 〜Acoustic Ver.〜
  - 作曲：上松範康*、編曲：藤間仁*

3. 花園電気ギター!!!（instrumental）
4. 走り始めたばかりのキミに 〜Acoustic Ver.〜（instrumental）
5. たえのナイショ話▲

パフォーマンス
「DAY3:Poppin’Party“Jumpin' Music♪”」において、「花園電気ギター!!!」が演奏された際、大塚紗英は寸劇に合わせるために花咲川女子学園高等部の冬服を着用した。

#### Vol.3 チョコレイトの低音レシピ
第3弾。2017年6月21日発売。歌唱およびボイスドラマパートの出演は牛込りみ（西本りみ）。
収録曲
全作詞：中村航
1. チョコレイトの低音レシピ
  - 作曲・編曲：末益涼太*

2. Yes! BanG_Dream!  〜Acoustic Ver.〜
  - 作曲：上松範康*、編曲：藤間仁*

3. チョコレイトの低音レシピ（instrumental）
4. Yes! BanG_Dream! 〜Acoustic Ver.〜（instrumental）
5. りみのナイショ話▲

パフォーマンス
「チョコレイトの低音レシピ」は、「DAY3:Poppin’Party“Jumpin' Music♪”」において、キャラクターソングの中でも最後に歌われた。アキバ総研の中里キリは、とろけるような歌声は牛込りみ（西本りみ）ならではだとしつつも、そこにしなやかさな強さが加わったと述べている。

#### Vol.4 遠い音楽 〜ハートビート〜
第4弾。2017年7月26日発売。歌唱およびボイスドラマパートの出演は山吹沙綾（大橋彩香）。
収録曲
1. 遠い音楽 〜ハートビート〜
  - 作詞：中村航、作曲・編曲：菊田大介*

2. STAR BEAT!〜ホシノコドウ〜 〜Acoustic Ver.〜
  - 作詞：中村航、作曲：上松範康*、編曲：藤永龍太郎*

3. 遠い音楽 〜ハートビート〜（instrumental）
4. STAR BEAT!〜ホシノコドウ〜 〜Acoustic Ver.〜（instrumental）
5. 沙綾のナイショ話▲

パフォーマンス
「DAY3:Poppin’Party“Jumpin' Music♪”」において、「遠い音楽 〜ハートビート〜」が演奏された際、沙綾役の大橋彩香はキャラクターに見た目を寄せたと、アキバ総研の中里キリは述べている。

#### Vol.5 す、好きなんかじゃない!
第5弾。2017年7月26日発売。歌唱およびボイスドラマパートの出演は市ヶ谷有咲（伊藤彩沙）。
収録曲
1. す、好きなんかじゃない!
  - 作詞：中村航、作曲・編曲：岩橋星実*

2. 夏空 SUN! SUN! SEVEN! 〜Acoustic Ver.〜
  - 作詞：中村航、作曲：上松範康*、編曲：藤永龍太郎*

3. す、好きなんかじゃない!（instrumental）
4. 夏空 SUN! SUN! SEVEN! 〜Acoustic Ver.〜（instrumental）
5. 有咲のナイショ話▲

パフォーマンス
「DAY3:Poppin’Party“Jumpin' Music♪”」における「す、好きなんかじゃない!」について、アキバ総研の中里キリは歌詞とサビの振り付けが印象的であるとし、市ヶ谷有咲（伊藤彩沙）にしか歌えない楽曲であると述べている。

### サウンドトラック

#### 第1期
『TVアニメ「BanG Dream!」オリジナル・サウンドトラック』は、2017年4月26日に発売された、テレビアニメ第1期のオリジナルサウンドトラックである。
通常盤（BRMM-10079）とBlu-ray付生産限定盤（BRMM-10078）の二種類がリリースされた。
CDは両盤共に二枚組となっており、テレビアニメの劇伴、オープニングおよびエンディングテーマのテレビサイズ、挿入歌を収録。なお、劇中に登場した音楽ユニット「Glitter*Green」および「CHiSPA」の楽曲収録は今作が初となる。
生産限定盤のBlu-rayは、2016年11月13日に開催されたPoppin’Partyの2ndライブ「“BanGDream! Second☆LIVE Starrin' PARTY 2016!” at TOKYO DOME CITY HALL」のライブ映像およびメイキング映像を収録。
収録内容

CD（Disc 1）
出典：
1. ときめきエクスペリエンス！（TVサイズ）
  - 歌：Poppin’Party
  - 作詞：中村航、作曲：上松範康*、編曲：藤間仁*
  - テレビアニメ『BanG Dream!』オープニングテーマ
  - テレビ番組『月刊ブシロードTV with BanG Dream!』オープニングテーマ
  - スマートフォンゲーム『バンドリ! ガールズバンドパーティ!』CMソング

2. キラキラドキドキを求めて
3. ホシノコドウ
4. はじめの一歩
5. レッツトライ！
6. 帰りの寄り道
7. 新しい友達
8. あやしい！
9. 間違えた…？
10. 平穏な日々
11. はじまりの朝に
12. 新たな一歩
13. やってみよう！
14. 現実からの逃避
15. 戸惑いの道中
16. いつもと違う朝
17. お祭りの準備をしよう
18. 不審な眼差し
19. 少女よ大志を抱け！
20. 輝く日々
21. 追い詰められて
22. 宮入り
23. ごめんね…
24. 一人ぼっち
25. 一緒の時間
26. 全てのはじまり
27. Don’t be afraid!
  - 歌：Glitter*Green
  - 作詞：織田あすか*、作曲・編曲：岩橋星実*
  - テレビアニメ『BanG Dream!』第1話・第2話挿入歌

28. 私の心はチョココロネ
  - 歌：Poppin’Party
  - 作詞：織田あすか*、作曲・編曲：藤田淳平*
  - テレビアニメ『BanG Dream!』第5話挿入歌

29. きらきら星 〜はじまりのステージVer.〜
  - 歌：戸山香澄（愛美）
  - 作詞：武鹿悦子、編曲：藤田淳平*
  - テレビアニメ『BanG Dream!』第3話挿入歌

CD（Disc 2）
1. 目指す場所
2. 楽しいひと時
3. 謎の影
4. みぃつけた
5. 疑問と挑戦
6. 逸る気持ち
7. ひとやすみ
8. 戸惑いと不安
9. 迷いの中でゆっくりいこう
10. キラキラだとか夢だとか 〜Sing Girls〜 放課後Ver.
11. 焦る足取り
12. 追いかけて！
13. 見慣れた景色
14. これまでとこれから
15. 足りないもの
16. 陰る思い
17. 悲しみの向こうへ
18. みんなが待ってる！
19. 過ぎし思い出
20. 見えない不安
21. 意志の強さ
22. 大切なもの
23. ときめきエクスペリエンス！ 〜Orchestral Ver.〜
24. Be shine, shining!
  - 歌：CHiSPA（Vo. 海野夏希〈福圓美里〉）
  - 作詞：織田あすか*、作曲：藤永龍太郎*、編曲：都丸椋太*
  - テレビアニメ『BanG Dream!』第13話挿入歌

25. Glee! Glee! Glee!
  - 歌：Glitter*Green
  - 作詞：織田あすか*、作曲・編曲：岩橋星実*
  - テレビアニメ『BanG Dream!』第13話挿入歌

26. キラキラだとか夢だとか 〜Sing Girls〜（TVサイズ）
  - 歌：Poppin’Party
  - 作詞：中村航、作曲・編曲：藤永龍太郎*
  - テレビアニメ『BanG Dream!』エンディングテーマ
  - テレビ番組『月刊ブシロードTV with BanG Dream!』エンディングテーマ

Blu-ray（生産限定盤のみ）
1. “BanG Dream! Second☆LIVE Starrin’ PARTY 2016!” at TOKYO DOME CITY HALL
  1. ドラマ 〜2016年11月13日〜
  2. OPENING
  3. ぽっぴん’しゃっふる
  4. 夏空 SUN! SUN! SEVEN!
  5. Crow Song（OA：Girls Dead Monster）
  6. ふわふわ時間（OA：桜高軽音部）
  7. ETERNAL BLAZE（OA：水樹奈々）
  8. ドラマ 〜ある星の見える夜〜
  9. ぽっぴん’しゃっふる Acoustic Ver.
  10. STAR BEAT!〜ホシノコドウ〜 Acoustic Ver.
  11. 走り始めたばかりのキミに
  12. ティアドロップス
  13. Yes! BanG_Dream!
  14. 1000回潤んだ空
  15. STAR BEAT!〜ホシノコドウ〜
  16. ENDING

2. 特典映像「メイキング映像〜舞台裏 de ポッピン！〜」

#### 第2・3期
テレビアニメ第2・3期のオリジナルサウンドトラック。2020年4月8日発売。
Blu-ray付属の（BRMM-10245）のみのリリース。CD単独での発売は行われていない。
CDは2枚組となっており、テレビアニメの劇伴、オープニングおよびエンディングテーマのテレビサイズ、挿入歌が収録されている。
付属のBlu-rayにはアニメ『BanG Dream! 3rd Season』#12～13、「バンドリ!TV」特別編 #7が収録されている。
収録内容

CD（Disc 1）
1. 始まりの季節
2. 木漏れ日の下で
3. 待ちきれない！
4. のんびりタイム
5. 秘めた実力
6. ガールズセッション
7. キラキラあるかな？
8. おちゃめトーク
9. Ambition
10. おもしろ大作戦
11. 山吹色のお菓子
12. オカルト
13. 待ってるね
14. みんなの想い
15. オレンジ色の空
16. 寂しさとともに
17. ともだち
18. あの頃
19. 募る思い
20. ハッピーお化け屋敷
21. 張りつめた空気
22. 御簾を上げろ！
23. シンキングタイム
24. みんなと一緒なら
25. ちびっこプロデューサー
26. 超大魔姫 † 降臨
27. 儚い…
28. 豪華客船へようこそ
29. 武士道
30. 幻想への旅

CD（Disc 2）
1. Sorry.
2. かけがえのないもの
3. すれちがい
4. 憂愁
5. 対峙
6. 遠い背中 (Piano Ver.)
7. 遠い背中 (Violin Ver.)
8. 日没までに
9. 酔いしれて
10. DEATH GALAXY
11. 和の風情
12. ハッピーバースデー
13. 序曲〜黒き咆哮〜
14. ナカナ イナ カナイ (2nd Season #7 Ver.)
  - 歌：花園たえ×レイヤ

15. Returns (2nd Season #11 Ver.)
  - 歌：花園たえ

16. Beautiful Birthday (3rd Season #11 Ver.)
  - 歌：RAISE A SUILEN

17. キズナミュージック♪ (Short Ver.)
  - 歌：Poppin’Party

18. Jumpin’  (Short Ver.)
  - 歌：Poppin’Party

19. BRAVE JEWEL (Short Ver.)
  - 歌：Roselia

20. Safe and Sound (Short Ver.)
  - 歌：Roselia

21. イニシャル (Short Ver.)
  - 歌：Poppin’Party

22. 夢を撃ち抜く瞬間に！ (Short Ver.)
  - 歌：Poppin’Party

23. 夢を撃ち抜く瞬間に！ (3rd Season #13 Ver.)
  - 歌：Poppin’Party×Roselia×RAISE A SUILEN
  - 隠しトラック

Blu-ray
1. アニメ『BanG Dream! 3rd Season』 #12～13
2. 「バンドリ!TV」特別編 #7

### ガルパ☆ピコ

#### ピコっと!パピっと!!ガルパ☆ピコ!!!
2018年8月22日発売。表題曲「ピコっと！パピっと!!ガルパ☆ピコ!!!」はショートアニメ『BanG Dream! ガルパ☆ピコ』の主題歌、2018年4月16日に各ウェブサイトで先行配信された「クインティプル☆すまいる」はテレビ番組『バンドリ!TV』エンディングテーマに起用された。
初回生産特典はオリジナルキャラクターステッカー（全5種の内ランダムで1枚）が封入。
収録曲
歌：戸山香澄（愛美）、美竹蘭（佐倉綾音）、丸山彩（前島亜美）、湊友希那（相羽あいな）、弦巻こころ（伊藤美来）
全作詞：織田あすか*、全編曲：末益涼太*
1. ピコっと！パピっと!!ガルパ☆ピコ!!!
  - 作曲：末益涼太*

2. クインティプル☆すまいる
  - 作曲：藤田淳平*

3. ピコっと！パピっと!!ガルパ☆ピコ!!!（instrumental）
4. クインティプル☆すまいる（instrumental）

#### 大盛り一丁！ガルパ☆ピコ
2020年8月12日発売。表題曲「大盛り一丁！ガルパ☆ピコ」はショートアニメ『BanG Dream! ガルパ☆ピコ ～大盛り～』の主題歌である。ただし、サブスクリプションでの配信は発売から1年2か月経過した2021年10月8日に「ピコたるもの、ふぃーばー!」と同時に解禁された。
収録曲
歌：戸山香澄（愛美）、美竹蘭（佐倉綾音）、丸山彩（前島亜美）、湊友希那（相羽あいな）、弦巻こころ（伊藤美来）
全作詞：織田あすか*
1. 大盛り一丁！ガルパ☆ピコ
  - 作曲・編曲：藤田淳平*

2. TWiNKLE CiRCLE
  - 作曲・編曲：菊田大介*

3. 大盛り一丁！ガルパ☆ピコ（instrumental）
4. TWiNKLE CiRCLE（instrumental）

## その他

### BanG Dream! Dreamers Best
詳細は「BanG Dream! Dreamer's Best」を参照

このアルバムはバンドリーマーによる投票で出た上位3曲を全7バンド分合計21曲+新曲「CATASTROPHE BANQUET」「CIRCLE THANKS MUSIC♪」を含む周年記念の曲全7曲収録されている。

## カバーアルバム
スマートフォン用アプリゲーム『バンドリ！ ガールズバンドパーティ！』で使用されたカバー楽曲を収録したアルバム。各楽曲のゲーム実装日やCD未収録の楽曲については「バンドリ! ガールズバンドパーティ!の楽曲一覧」を参照すること。
| #   | タイトル                                                  | 作詞        | 作曲        | 編曲                | 歌                         | 時間 |
| --- | --------------------------------------------------------- | ----------- | ----------- | ------------------- | -------------------------- | ---- |
| 1.  | 「光るなら」(OA：Goose house)                             | Goose house | Goose house | 都丸椋太*・加納望   | Poppin’Party               | 4:13 |
| 2.  | 「千本桜」(OA : 黒うさP feat.初音ミク)                    | 黒うさP     | 黒うさP     | 藤永龍太郎*         | Poppin’Party               | 4:02 |
| 3.  | 「アスノヨゾラ哨戒班」(OA：Orangestar feat.IA)            | Orangestar  | Orangestar  | 都丸椋太*           | Afterglow                  | 3:12 |
| 4.  | 「READY STEADY GO」(OA：L'Arc〜en〜Ciel)                  | hyde        | tetsu       | 都丸椋太*           | Afterglow                  | 3:41 |
| 5.  | 「secret base〜君がくれたもの〜」(OA：ZONE)               | 町田紀彦    | 町田紀彦    | 都丸椋太*・宮崎京一 | Pastel＊Palettes           | 5:22 |
| 6.  | 「ふわふわ時間」(OA：桜高軽音部)                          | 秋山澪      | 前澤寛之    | 都丸椋太*           | Pastel＊Palettes           | 4:05 |
| 7.  | 「魂のルフラン」(OA：高橋洋子)                            | 及川眠子    | 大森俊之    | 都丸椋太*・加納望   | Roselia                    | 4:29 |
| 8.  | 「ETERNAL BLAZE」(OA：水樹奈々)                           | 水樹奈々    | 上松範康*   | 都丸椋太*・加納望   | Roselia                    | 5:09 |
| 9.  | 「いーあるふぁんくらぶ」(OA：みきとP feat.GUMI・鏡音リン) | みきとP     | みきとP     | 都丸椋太*・宮崎京一 | ハロー、ハッピーワールド！ | 3:59 |
| 10. | 「ロメオ」(OA：LIP×LIP)                                   | HoneyWorks  | HoneyWorks  | 笠井雄太*           | ハロー、ハッピーワールド！ | 5:20 |

| #   | タイトル                                                    | 作詞                          | 作曲            | 編曲      | 歌                                                         | 時間 |
| --- | ----------------------------------------------------------- | ----------------------------- | --------------- | --------- | ---------------------------------------------------------- | ---- |
| 1.  | 「君じゃなきゃダメみたい」(OA : オーイシマサヨシ)           | 大石昌良                      | 大石昌良        | 笠井雄太* | Poppin’Party                                               | 3:59 |
| 2.  | 「DAYS」(OA : FLOW)                                         | KEIGO HAYASHI・KOHSHI ASAKAWA | TAKESHI ASAKAWA | 都丸椋太* | Poppin’Party                                               | 3:55 |
| 3.  | 「Redo」(OA : 鈴木このみ)                                   | 鈴木このみ                    | 宮崎誠          | 都丸椋太* | Afterglow                                                  | 4:21 |
| 4.  | 「ロストワンの号哭」(OA : Neru feat.鏡音リン)               | Neru                          | Neru            | 竹田祐介* | Afterglow                                                  | 3:38 |
| 5.  | 「ハッピーシンセサイザ」(OA：EasyPop feat.巡音ルカ・GUMI)   | BETTI                         | BETTI           | 末益涼太* | Pastel＊Palettes                                           | 3:58 |
| 6.  | 「世界は恋に落ちている」(OA：CHiCO with HoneyWorks)         | HoneyWorks                    | HoneyWorks      | 笠井雄太* | Pastel＊Palettes                                           | 5:13 |
| 7.  | 「深愛」(OA：水樹奈々)                                      | 水樹奈々                      | 上松範康*       | 都丸椋太* | Roselia                                                    | 4:33 |
| 8.  | 「シャルル」(OA：バルーン feat.v flower)                    | バルーン                      | バルーン        | 竹田祐介* | Roselia                                                    | 3:52 |
| 9.  | 「GO! GO! MANIAC」(OA：放課後ティータイム)                  | 大森祥子                      | Tom-H@ck        | 末益涼太* | ハロー、ハッピーワールド！                                 | 4:09 |
| 10. | 「Dragon Night」(OA：SEKAI NO OWARI)                        | Fukase                        | Fukase          | 母里治樹* | ハロー、ハッピーワールド！                                 | 3:48 |
| 11. | 「革命デュアリズム」(OA：水樹奈々×T.M.Revolution)           | Hibiki                        | 上松範康*       | 岩橋星実* | Roselia × 美竹蘭（佐倉綾音）                               | 3:57 |
| 12. | 「檄!帝国華撃団」(OA：真宮寺さくら（横山智佐）& 帝国歌劇団) | 広井王子                      | 田中公平        | 笠井雄太* | Poppin’Party × 丸山彩（前島亜美） × 弦巻こころ（伊藤美来） | 3:04 |

| #   | タイトル                                                  | 作詞                 | 作曲                 | 編曲        | 歌                         | 時間 |
| --- | --------------------------------------------------------- | -------------------- | -------------------- | ----------- | -------------------------- | ---- |
| 1.  | 「only my railgun」(OA : fripSide)                        | 八木沼悟志・yuki-ka  | 八木沼悟志           | 都丸椋太*   | Poppin’Party               | 4:13 |
| 2.  | 「Daydream café」(OA : Petit Rabbit's)                    | 畑亜貴               | 大久保薫             | 岩橋星実*   | Poppin’Party               | 3:49 |
| 3.  | 「瞬間センチメンタル」(OA : SCANDAL)                      | SCANDAL・小林夏海    | 田鹿祐一             | 都丸椋太*   | Afterglow                  | 3:50 |
| 4.  | 「プライド革命」(OA : CHiCO with HoneyWorks)              | HoneyWorks           | HoneyWorks           | 都丸椋太*   | Afterglow                  | 3:58 |
| 5.  | 「Fantastic future」(OA：田村ゆかり)                      | 畑亜貴               | 太田雅友             | 竹田祐介*   | Pastel＊Palettes           | 4:06 |
| 6.  | 「奏（かなで）」(OA：スキマスイッチ)                      | 大橋卓弥・常田真太郎 | 大橋卓弥・常田真太郎 | 竹田祐介*   | Pastel＊Palettes           | 4:54 |
| 7.  | 「残酷な天使のテーゼ」(OA：高橋洋子)                      | 及川眠子             | 佐藤英敏             | 藤永龍太郎* | Roselia                    | 4:21 |
| 8.  | 「This game」(OA：鈴木このみ)                             | 深青結希             | 若林充               | 都丸椋太*   | Roselia                    | 4:43 |
| 9.  | 「エイリアンエイリアン」(OA : ナユタン星人 feat.初音ミク) | ナユタン星人         | ナユタン星人         | 末益涼太*   | ハロー、ハッピーワールド！ | 3:03 |
| 10. | 「回レ!雪月花」(歌組雪月花)                               | ヒゲドライバー       | ヒゲドライバー       | 笠井雄太*   | ハロー、ハッピーワールド！ | 3:54 |
| 11. | 「激動」(OA：UVERworld)                                   | TAKUYA∞              | TAKUYA∞              | 藤田淳平*   | RAISE A SUILEN             | 5:33 |
| 12. | 「1/3の純情な感情」(OA：SIAM SHADE)                       | SIAM SHADE           | SIAM SHADE           | 菊田大介*   | RAISE A SUILEN             | 3:42 |

| #   | タイトル                                          | 作詞         | 作曲         | 編曲        | 歌                                 | 時間 |
| --- | ------------------------------------------------- | ------------ | ------------ | ----------- | ---------------------------------- | ---- |
| 1.  | 「ミュージック・アワー」(OA : ポルノグラフィティ) | ハルイチ     | ak.homma     | 笠井雄太*   | Poppin’Party                       | 4:40 |
| 2.  | 「ロミオとシンデレラ」(OA : doriko feat.初音ミク) | doriko       | doriko       | 未益涼太*   | Poppin’Party                       | 4:40 |
| 3.  | 「天ノ弱」(OA : 164 feat.GUMI)                    | 164          | 164          | 都丸椋太*   | Afterglow                          | 3:07 |
| 4.  | 「GO!!!」(OA : FLOW)                              | KOHSHI       | TAKE         | 笠井雄太*   | Afterglow × 弦巻こころ（伊藤美来） | 3:59 |
| 5.  | 「Baby Sweet Berry Love」(OA：小倉唯)             | 山崎寛子     | 俊龍         | 末益涼太*   | Pastel＊Palettes                   | 4:04 |
| 6.  | 「Q&A リサイタル!」(OA：戸松遥)                   | 田淵智也     | 田淵智也     | 末益涼太*   | Pastel＊Palettes                   | 4:51 |
| 7.  | 「海色」(OA：AKINO from bless4)                   | minatoku     | WEST GROUND  | 竹田祐介*   | Roselia                            | 4:16 |
| 8.  | 「六兆年と一夜物語」(OA：kemu feat.IA)            | kemu         | kemu         | 都丸椋太*   | Roselia                            | 3:36 |
| 9.  | 「上海ハニー」(OA : ORANGE RANGE)                 | ORANGE RANGE | ORANGE RANGE | 笠井雄太*   | ハロー、ハッピーワールド！         | 2:58 |
| 10. | 「恋愛裁判」(40mP feat.初音ミク)                  | 40mP         | 40mP         | 笠井雄太*   | ハロー、ハッピーワールド！         | 3:43 |
| 11. | 「ヒトリノ夜」(OA：ポルノグラフィティ)            | ハルイチ     | ak.homma     | 菊田大介*   | RAISE A SUILEN                     | 3:57 |
| 12. | 「chAngE」(OA：miwa)                              | miwa         | miwa         | 下田晃太郎* | Morfonica                          | 4:09 |

| #   | タイトル                                          | 作詞       | 作曲       | 編曲                | 歌             | 時間 |
| --- | ------------------------------------------------- | ---------- | ---------- | ------------------- | -------------- | ---- |
| 1.  | 「ロミオとシンデレラ」(OA : doriko feat.初音ミク) | doriko     | doriko     | 未益涼太*           | Poppin’Party   | 4:40 |
| 2.  | 「千本桜」(OA : 黒うさP feat.初音ミク)            | 黒うさP    | 黒うさP    | 藤永龍太郎*         | Poppin’Party   | 4:02 |
| 3.  | 「メランコリック」(OA : Junky feat.鏡音リン)      | Junky      | Junky      | 笠井雄太*           | Poppin’Party   | 3:40 |
| 4.  | 「夜行性ハイズ」(OA : DECO*27 feat.初音ミク)      | DECO*27    | DECO*27    | 都丸椋太*           | Poppin’Party   | 3:46 |
| 5.  | 「ロストワンの号哭」(OA：Neru feat.鏡音リン)      | Neru       | Neru       | 竹田祐介*           | Afterglow      | 3:38 |
| 6.  | 「アスノヨゾラ哨戒班」(OA：Orangestar feat.IA)    | Orangestar | Orangestar | 都丸椋太*           | Afterglow      | 3:12 |
| 7.  | 「天ノ弱」(OA：164 feat.GUMI)                     | 164        | 164        | 竹田祐介*           | Afterglow      | 3:07 |
| 8.  | 「ロキ」(OA：みきとP feat.鏡音リン)               | みきとP    | みきとP    | 都丸椋太*・川渕龍成 | Afterglow      | 3:50 |
| 9.  | 「深海少女」(OA : ゆうゆ feat.初音ミク)           | ゆうゆ     | ゆうゆ     | 近藤世真*           | Morfonica      | 3:38 |
| 10. | 「劣等上等」(OA : Giga feat.鏡音リン・レン)       | Reol       | Giga       | 菊田大介*・川渕龍成 | RAISE A SUILEN | 3:57 |

| #   | タイトル                                                       | 作詞         | 作曲         | 編曲                | 歌                         | 時間 |
| --- | -------------------------------------------------------------- | ------------ | ------------ | ------------------- | -------------------------- | ---- |
| 1.  | 「右肩の蝶」(OA : のりぴー feat.鏡音リン)                      | 水野悠良     | のりぴー     | 日高勇輝*           | Roselia                    | 4:36 |
| 2.  | 「六兆年と一夜物語」(OA : kemu feat.IA)                        | kemu         | kemu         | 都丸椋太*           | Roselia                    | 3:36 |
| 3.  | 「シャルル」(OA : バルーン feat.v flower)                      | バルーン     | バルーン     | 竹田祐介*           | Roselia                    | 3:52 |
| 4.  | 「からくりピエロ」(OA : 40mP feat.初音ミク)                    | 40mP         | 40mP         | 笠井雄太*           | Pastel＊Palettes           | 4:12 |
| 5.  | 「ハッピーシンセサイザ」(OA：EasyPop feat.巡音ルカ・GUMI)      | BETTI        | BETTI        | 末益涼太*           | Pastel＊Palettes           | 3:58 |
| 6.  | 「みくみくにしてあげる♪【してやんよ】」(OA：ika feat.初音ミク) | ika_mo       | ika_mo       | 笠井雄太*           | Pastel＊Palettes           | 1:43 |
| 7.  | 「ルカルカ★ナイトフィーバー」(OA：samfree feat.巡音ルカ)       | samfree      | samfree      | 竹田祐介*           | Pastel＊Palettes           | 4:02 |
| 8.  | 「エイリアンエイリアン」(OA：ナユタン星人 feat.初音ミク)       | ナユタン星人 | ナユタン星人 | 末益涼太*           | ハロー、ハッピーワールド！ | 3:03 |
| 9.  | 「いーあるふぁんくらぶ」(OA : みきとP feat.GUMI・鏡音リン)     | みきとP      | みきとP      | 都丸椋太*・宮崎京一 | ハロー、ハッピーワールド！ | 3:59 |
| 10. | 「恋愛裁判」(40mP feat.初音ミク)                               | 40mP         | 40mP         | 笠井雄太*           | ハロー、ハッピーワールド！ | 3:43 |
| 11. | 「ドレミファロンド」(OA：40mP feat.初音ミク)                   | 40mP         | 40mP         | 菊田大介*           | ハロー、ハッピーワールド！ | 3:20 |

| #   | タイトル                                         | 作詞        | 作曲           | 編曲        | 歌                                    | 時間 |
| --- | ------------------------------------------------ | ----------- | -------------- | ----------- | ------------------------------------- | ---- |
| 1.  | 「チェリボム」(OA : SILENT SIREN)                | すぅ        | クボナオキ     | 笠井雄太*   | Poppin’Party                          | 4:06 |
| 2.  | 「創聖のアクエリオン」(OA : AKINO from bless4)   | 岩里祐穂    | 菅野よう子     | 笠井雄太*   | Poppin’Party × 湊友希那（相羽あいな） | 4:42 |
| 3.  | 「インフェルノ」(OA : Mrs. GREEN APPLE)          | 大森元貴    | 大森元貴       | 下田晃太郎* | Afterglow                             | 3:34 |
| 4.  | 「ドラマツルギー」(OA : Eve)                     | Eve         | Eve            | 日高勇輝*   | Afterglow × 戸山香澄（愛美）          | 3:58 |
| 5.  | 「花ハ踊レヤいろはにほ」(OA：チーム“ハナヤマタ“) | 畑亜貴      | 田中秀和       | 岩橋星実*   | Pastel＊Palettes                      | 4:11 |
| 6.  | 「春擬き」(OA：やなぎなぎ)                       | やなぎなぎ  | 北川勝利       | 竹田祐介*   | Pastel＊Palettes                      | 4:29 |
| 7.  | 「Paradisus-Paradoxum」(OA：MYTH & ROID)         | MYTH & ROID | MYTH & ROID    | 竹田祐介*   | Roselia                               | 3:52 |
| 8.  | 「甲賀忍法帖」(OA：陰陽座)                       | 瞬火        | 瞬火           | 都丸椋太*   | Roselia                               |      |
| 9.  | 「ウィーアー!」(OA：きただにひろし)              | 藤林聖子    | 田中公平       | 近藤世真*   | ハロー、ハッピーワールド！            | 4:01 |
| 10. | 「おジャ魔女カーニバル!!」(OA：MAHO堂)           | 大森祥子    | 池毅           | 近藤世真*   | ハロー、ハッピーワールド！            | 3:37 |
| 11. | 「メリッサ」(OA：ポルノグラフィティ)             | 新藤晴一    | ak.homma       | 藤田淳平*   | Morfonica                             | 4:16 |
| 12. | 「Nevereverland」(OA：ナノ)                      | ナノ        | 伊藤直樹       | 下田晃太郎* | Morfonica                             | 4:47 |
| 13. | 「恋しさと せつなさと 心強さと」(OA：篠原涼子)   | 小室哲哉    | 小室哲哉       | ZENTA       | RAISE A SUILEN                        | 4:10 |
| 14. | 「SAVIOR OF SONG」(OA：ナノ feat.MY FIRST STORY) | ナノ        | MY FIRST STORY | 菊田大介*   | RAISE A SUILEN                        | 4:09 |

| #   | タイトル                                                    | 作詞       | 作曲       | 編曲                  | 歌                         | 時間 |
| --- | ----------------------------------------------------------- | ---------- | ---------- | --------------------- | -------------------------- | ---- |
| 1.  | 「空色デイズ」(OA : 中川翔子)                               | meg rock   | 齋藤真也   | 都丸椋太*・加納望     | Poppin’Party               | 4:13 |
| 2.  | 「イエスタデイ」(OA : Official髭男dism)                     | 藤原聡     | 藤原聡     | 近藤世真*             | Poppin’Party               | 5:01 |
| 3.  | 「大河よ共に泣いてくれ」(OA : フランシュシュ)               | 古屋真     | 加藤裕介   | 日高勇輝*             | Poppin’Party               | 3:29 |
| 4.  | 「徒花ネクロマンシー」(OA : フランシュシュ)                 | 古屋真     | 加藤裕介   | 日高勇輝*             | Pastel＊Palettes           | 4:03 |
| 5.  | 「ノスタルジックレインフォール」(OA：CHiCO with HoneyWorks) | HoneyWorks | HoneyWorks | 都丸椋太*・櫻澤ヒカル | Pastel＊Palettes           | 3:57 |
| 6.  | 「夜に駆ける」(OA：YOASOBI)                                 | Ayase      | Ayase      | 都丸椋太*             | Pastel＊Palettes           | 4:23 |
| 7.  | 「SHINY DAYS」(OA：亜咲花)                                  | 永塚健登   | 新田目翔   | 近藤世真*             | ハロー、ハッピーワールド！ | 4:23 |
| 8.  | 「シルエット」(OA：KANA-BOON)                               | 谷口鮪     | 谷口鮪     | 都丸椋太*・宮崎京一   | ハロー、ハッピーワールド！ | 4:01 |
| 9.  | 「ノーポイッ!」(OA：Petit Rabbit's)                         | 畑亜貴     | 大久保薫   | 竹田祐介*             | ハロー、ハッピーワールド！ | 4:03 |
| 10. | 「V.I.P」(OA：シド)                                         | マオ       | 御恵明希   | Elements Garden       | Morfonica                  | 3:14 |
| 11. | 「CQCQ」(OA：神様、僕は気づいてしまった)                    | 東野へいと | 東野へいと | 下田晃太郎*           | Morfonica                  | 3:42 |
| 12. | 「アゲハ蝶」(OA：ポルノグラフィティ)                        | ハルイチ   | ak.homma   | 下田晃太郎*           | Morfonica                  | 4:40 |

| #  | タイトル                                             | 作詞         | 作曲          | 編曲              | 歌             | 時間 |
| -- | ---------------------------------------------------- | ------------ | ------------- | ----------------- | -------------- | ---- |
| 1. | 「Don't say "lazy"」(OA : 桜高軽音部)                | 大森祥子     | 前澤寛之      | 母里治樹*・加納望 | Afterglow      | 4:35 |
| 2. | 「サムライハート (Some Like It Hot!!)」(OA : SPYAIR) | MOMIKEN      | UZ            | 下田晃太郎*       | Afterglow      | 3:10 |
| 3. | 「ベノム」(OA : かいりきベア feat.flower)            | かいりきベア | かいりきベア  | 日高勇輝*         | Afterglow      | 3:18 |
| 4. | 「KING」(OA : Kanaria feat.GUMI)                     | Kanaria      | Kanaria       | 日高勇輝*         | Roselia        | 2:14 |
| 5. | 「Shangri-La」(OA：angela)                           | atsuko       | atsuko・KATSU | 都丸椋太*         | Roselia        | 3:59 |
| 6. | 「My Dearest」(OA：supercell)                        | ryo          | ryo           | 日高勇輝*         | Roselia        | 5:37 |
| 7. | 「CORE PRIDE」(OA：UVERworld)                        | TAKUYA∞      | AKUYA∞・彰    | 日高勇輝*         | RAISE A SUILEN | 4:17 |
| 8. | 「DEPARTURES」(OA：globe)                            | 小室哲哉     | 小室哲哉      | ZENTA             | RAISE A SUILEN | 5:32 |
| 9. | 「DAYBREAK FRONTLINE」(OA：Orangestar feat.IA)       | Orangestar   | Orangestar    | 菊田大介*         | RAISE A SUILEN | 3:38 |

| #   | タイトル                                                | 作詞                | 作曲               | 編曲                 | 歌                                                                         | 時間 |
| --- | ------------------------------------------------------- | ------------------- | ------------------ | -------------------- | -------------------------------------------------------------------------- | ---- |
| 1.  | 「ヴァンパイア」(OA : DECO*27 feat.初音ミク)            | DECO*27             | DECO*27            | 下田晃太郎*          | Poppin’Party                                                               | 3:04 |
| 2.  | 「怪物」(OA : YOASOBI)                                  | Ayase               | Ayase              | 下田晃太郎*          | Poppin’Party                                                               | 3:26 |
| 3.  | 「メンタルチェンソー」(OA : P丸様。)                    | かいりきベア        | かいりきベア       | 笠井雄太*            | Afterglow                                                                  | 2:58 |
| 4.  | 「abnormalize」(OA : 凛として時雨)                      | TK                  | TK                 | 下田晃太郎*          | Afterglow                                                                  | 3:39 |
| 5.  | 「春を告げる」(OA：yama)                                | くじら              | くじら             | 近藤世真*            | Pastel＊Palettes                                                           | 3:18 |
| 6.  | 「Sparkling Daydream」(OA：ZAQ)                         | ZAQ                 | ZAQ                | 日高勇輝*            | Pastel＊Palettes                                                           | 4:08 |
| 7.  | 「Realize」(OA：鈴木このみ)                             | 篠崎あやと・橘亮祐  | 篠崎あやと・橘亮祐 | 竹田祐介*            | Roselia                                                                    | 4:05 |
| 8.  | 「Preserved Roses」(OA：T.M.Revolution × 水樹奈々)      | 井上秋緒            | 井上秋緒           | 都丸椋太*            | Roselia × 美竹蘭（佐倉綾音）                                               | 3:30 |
| 9.  | 「ヒャダインのじょーじょーゆーじょー」(OA : ヒャダイン) | 前山田健一          | 前山田健一         | Elements Garden      | ハロー、ハッピーワールド！                                                 | 4:06 |
| 10. | 「シル・ヴ・プレジデント」(OA：P丸様。)                 | ナナホシ管弦楽団    | 岩見陸             | 笠井雄太*・藤田淳平* | ハロー、ハッピーワールド！ × 丸山彩（前島亜美） × 倉田ましろ（進藤あまね） | 3:13 |
| 11. | 「COLORFUL BOX」(OA：石田燿子)                          | 分島花音            | カヨコ             | Elements Garden      | Morfonica                                                                  | 3:57 |
| 12. | 「unravel」(OA：TK from 凛として時雨)                   | 北嶋徹              | 北嶋徹             | 下田晃太郎*          | Morfonica                                                                  | 3:57 |
| 13. | 「Cry Baby」(OA：Official髭男dism)                      | 藤原聡              | 藤原聡             | 都丸椋太*            | RAISE A SUILEN                                                             | 4:00 |
| 14. | 「メギツネ」(OA：BABYMETAL)                             | MK-METAL・NORiMETAL | NORiMETAL          | 日高勇輝*            | RAISE A SUILEN                                                             | 4:11 |

| #   | タイトル                                                   | 作詞           | 作曲                    | 編曲            | 歌                                                                         | 時間 |
| --- | ---------------------------------------------------------- | -------------- | ----------------------- | --------------- | -------------------------------------------------------------------------- | ---- |
| 1.  | 「*〜アスタリスク〜」(OA : ORANGE RANGE)                   | ORANGE RANGE   | ORANGE RANGE            | 堀川大翼*       | Poppin’Party                                                               | 4:12 |
| 2.  | 「ディスカバリー！」(OA : スタァライト九九組)              | 中村彼方       | 本多友紀（Arte Refact） | 岩橋星実*       | Poppin’Party                                                               | 4:38 |
| 3.  | 「命に嫌われている。」(OA : カンザキイオリ feat.初音ミク)  | カンザキイオリ | カンザキイオリ          | Elements Garden | Afterglow                                                                  | 4:34 |
| 4.  | 「午夜の待ち合わせ」(OA : Hello Sleepwalkers)              | シュンタロウ   | シュンタロウ            | 岩橋星実*       | Afterglow                                                                  | 2:51 |
| 5.  | 「惑星ループ」(OA：ナユタン星人 feat.初音ミク)             | ナユタン星人   | ナユタン星人            | Seonoo Kim*     | Pastel＊Palettes［氷川日菜（小澤亜李）］ × パレオ（倉知玲鳳）              | 3:26 |
| 6.  | 「Make it!」(OA：i☆Ris)                                    | 森月キャス     | 渡辺徹                  | 日高勇輝*       | Pastel＊Palettes                                                           | 4:12 |
| 7.  | 「新時代」(OA：Ado)                                        | 中田ヤスタカ   | 中田ヤスタカ            | 下田晃太郎*     | Roselia                                                                    | 3:46 |
| 8.  | 「Red fraction」(OA：MELL)                                 | MELL           | 高瀬一矢                | 都丸椋太*       | Roselia                                                                    | 3:21 |
| 9.  | 「ダーリンダンス」(OA : かいりきベア feat.初音ミク)        | かいりきベア   | かいりきベア            | 日高勇輝*       | ハロー、ハッピーワールド！                                                 | 3:27 |
| 10. | 「ようこそジャパリパークへ」(OA：どうぶつビスケッツ × PPP) | 大石昌良       | 大石昌良                | Seonoo Kim*     | ハロー、ハッピーワールド！ × 丸山彩（前島亜美） × 倉田ましろ（進藤あまね） | 3:26 |
| 11. | 「ALIVE」(OA：ClariS)                                      | 重永亮介       | 重永亮介                | 日高勇輝*       | Morfonica                                                                  | 3:36 |
| 12. | 「Nameless Story」(OA：寺島拓篤)                           | 寺島拓篤       | 上松範康*               | 近藤世真*       | Morfonica                                                                  | 4:03 |
| 13. | 「神っぽいな」(OA：ピノキオピー feat.初音ミク)             | ピノキオピー   | ピノキオピー            | 下田晃太郎*     | RAISE A SUILEN                                                             | 3:24 |
| 14. | 「狂乱 Hey Kids!!」(OA：THE ORAL CIGARETTES)               | 山中拓也       | 山中拓也                | 日高勇輝*       | RAISE A SUILEN                                                             | 4:09 |

| #   | タイトル                                     | 作詞                          | 作曲                      | 編曲                   | 歌                                                                         | 時間 |
| --- | -------------------------------------------- | ----------------------------- | ------------------------- | ---------------------- | -------------------------------------------------------------------------- | ---- |
| 1.  | 「DAYS of DASH」(OA : 鈴木このみ)            | コレサワ                      | コレサワ                  | 笠井雄太*              | Poppin’Party × 鈴木このみ                                                  | 4:13 |
| 2.  | 「DAYS of DASH」(OA : 鈴木このみ)            | コレサワ                      | コレサワ                  | 笠井雄太*              | Poppin’Party                                                               | 4:13 |
| 3.  | 「COLORS」(OA : FLOW)                        | KOHSHI ASAKAWA・KEIGO HAYASHI | TAKESHI ASAKAWA           | 日高勇輝*              | Afterglow × FLOW                                                           | 3:38 |
| 4.  | 「COLORS」(OA : FLOW)                        | KOHSHI ASAKAWA・KEIGO HAYASHI | TAKESHI ASAKAWA           | 日高勇輝*              | Afterglow                                                                  | 3:38 |
| 5.  | 「ヒトリゴト」(OA：ClariS)                   | ケリー                        | 野村陽一郎                | 近藤世真*              | Pastel＊Palettes × ClariS                                                  | 3:55 |
| 6.  | 「ヒトリゴト」(OA：ClariS)                   | ケリー                        | 野村陽一郎                | 近藤世真*              | Pastel＊Palettes                                                           | 3:55 |
| 7.  | 「スカイクラッドの観測者」(OA：いとうかなこ) | 志倉千代丸                    | 志倉千代丸                | 日高勇輝*              | Roselia × いとうかなこ                                                     | 4:33 |
| 8.  | 「スカイクラッドの観測者」(OA：いとうかなこ) | 志倉千代丸                    | 志倉千代丸                | 日高勇輝*              | Roselia                                                                    | 4:33 |
| 9.  | 「TOMORROW」(OA : Machico)                   | 桜アス恵（TRYTONELABO）       | 岡野裕次郎（TRYTONELABO） | Elements Garden        | ハロー、ハッピーワールド！ × Machico                                       | 4:34 |
| 10. | 「TOMORROW」(OA : Machico)                   | 桜アス恵（TRYTONELABO）       | 岡野裕次郎（TRYTONELABO） | Elements Garden        | ハロー、ハッピーワールド！ × 丸山彩（前島亜美） × 倉田ましろ（進藤あまね） | 4:34 |
| 11. | 「青空のラプソディ」(OA： fhána)             | 林英樹                        | 佐藤純一                  | 岩橋星実*・下田晃太郎* | Morfonica × fhána                                                          | 4:37 |
| 12. | 「青空のラプソディ」(OA： fhána)             | 林英樹                        | 佐藤純一                  | 岩橋星実*・下田晃太郎* | Morfonica                                                                  | 4:37 |
| 13. | 「VORACITY」(OA：MYTH & ROID)                | MYTH & ROID                   | MYTH & ROID               | 竹田祐介*              | RAISE A SUILEN × MYTH & ROID                                               | 3:27 |
| 14. | 「VORACITY」(OA：MYTH & ROID)                | MYTH & ROID                   | MYTH & ROID               | 竹田祐介*              | RAISE A SUILEN                                                             | 3:27 |

| #  | タイトル                                                    | 作詞           | 作曲           | 編曲     | 歌         | 時間 |
| -- | ----------------------------------------------------------- | -------------- | -------------- | -------- | ---------- | ---- |
| 1. | 「君の神様になりたい。」(OA : カンザキイオリ feat.初音ミク) | カンザキイオリ | カンザキイオリ |          | MyGO!!!!!  | 4:09 |
| 2. | 「swim」(OA : 04 Limited Sazabys)                           | gen            | gen            | 森本練   | MyGO!!!!!  | 3:29 |
| 3. | 「猛独が襲う」(OA : 一二三 feat.初音ミク)                   | 一二三         | 一二三         | 小木岳司 | MyGO!!!!!  | 4:14 |
| 4. | 「暗黒天国」(OA : ALI PROJECT)                              | 宝野アリカ     | 片倉三起也     |          | Ave Mujica | 4:25 |
| 5. | 「堕天」(OA：Creepy Nuts)                                   | R-指定         | DJ松永         |          | Ave Mujica | 3:03 |
| 6. | 「KINGS」(OA：angela)                                       | atsuko         | atsuko・KATSU  |          | Ave Mujica | 5:17 |

| #   | タイトル                                                   | 作詞         | 作曲                 | 編曲        | 歌               | 時間 |
| --- | ---------------------------------------------------------- | ------------ | -------------------- | ----------- | ---------------- | ---- |
| 1.  | 「私は最強」(OA : Ado)                                     | 大森元貴     | 大森元貴             | 日高勇輝*   | Poppin’Party     | 4:12 |
| 2.  | 「トウキョウ・シャンディ・ランデヴ」(OA : MAISONdes)       | ツミキ       | ツミキ               | 下田晃太郎* | Poppin’Party     | 4:38 |
| 3.  | 「怪獣の花唄」(OA : Vaundy)                                | Vaundy       | Vaundy               | 近藤世真*   | Poppin’Party     | 4:34 |
| 4.  | 「CHAINSAW BLOOD」(OA : Vaundy)                            | Vaundy       | Vaundy               | 堀川大翼*   | Afterglow        | 2:51 |
| 5.  | 「チルドレンレコード(Re:boot)」(OA：じん feat.初音ミク)    | じん         | じん                 | 下田晃太郎* | Afterglow        | 3:26 |
| 6.  | 「青のすみか」(OA：キタニタツヤ)                           | キタニタツヤ | キタニタツヤ         | 日高勇輝*   | Afterglow        | 4:12 |
| 7.  | 「魔法少女とチョコレゐト」(OA：ピノキオピー feat.初音ミク) | ピノキオピー | ピノキオピー         | 日高勇輝*   | Pastel＊Palettes | 3:46 |
| 8.  | 「可愛くてごめん」(OA：HoneyWorks)                         | shito        | sihto                | 笠井雄太*   | Pastel＊Palettes | 3:21 |
| 9.  | 「アイドル」(OA : YOASOBI)                                 | かいりきベア | かいりきベア         | 岩橋星実*   | Pastel＊Palettes | 3:27 |
| 10. | 「東京テディベア」(OA：Neru feat.鏡音リン)                 | Neru         | Neru                 | 下田晃太郎* | Roselia          | 3:26 |
| 11. | 「slash」(OA：Yama)                                        | 馬場龍樹     | 馬場龍樹・遠藤ナオキ | 都丸椋太*   | Roselia          | 3:36 |
| 12. | 「乙女解剖」(OA : DECO*27 feat.初音ミク)                   | DECO*27      | DECO*27              | 都丸椋太*   | Roselia          | 4:03 |

| #   | タイトル                                        | 作詞       | 作曲     | 編曲        | 歌                                              | 時間 |
| --- | ----------------------------------------------- | ---------- | -------- | ----------- | ----------------------------------------------- | ---- |
| 1.  | 「ミックスナッツ」(OA : official髭男dism)       | 藤原聡     | 藤原聡   | 岩橋星実*   | ハロー、ハッピーワールド！                      | 4:13 |
| 2.  | 「新宝島」(OA : サカナクション)                 | 山口一郎   | 山口一郎 | 竹田祐介*   | ハロー、ハッピーワールド！                      | 4:13 |
| 3.  | 「きゅうくらりん」(OA : いよわ feat.可不)       | いよわ     | いよわ   | Seonoo Kim* | ハロー、ハッピーワールド！                      | 3:38 |
| 4.  | 「祝福」(OA : YOASOBI)                          | Ayase      | Ayase    | Seonoo Kim* | Morfonica                                       | 3:38 |
| 5.  | 「Overdose」(OA：なとり)                        | なとり     | なとり   | 下田晃太郎* | Morfonica                                       | 3:55 |
| 6.  | 「かくれんぼ」(OA：AliA)                        | TKT        | EREN     | Seonoo Kim* | Morfonica                                       | 3:55 |
| 7.  | 「第ゼロ感」(OA：10-FEET)                       | TAKUMA     | TAKUMA   | 笠井雄太*   | RAISE A SUILEN                                  | 4:33 |
| 8.  | 「Get Wild」(OA：TM NETWORK)                    | 小室みつ子 | 小室哲哉 | 都丸椋太*   | RAISE A SUILEN                                  | 4:33 |
| 9.  | 「ボッカデラべリタ」(OA : 柊キライ feat.flower) | 柊キライ   | 柊キライ | 下田晃太郎* | RAISE A SUILEN                                  | 4:34 |
| 10. | 「YELL」(OA : いきものがかり)                   | 水野良樹   | 水野良樹 | 岩橋星実*   | 彩×日菜×千聖×麻弥×友希那×紗夜×リサ×燐子×薫×花音 | 4:34 |

| #   | タイトル                                            | 作詞                      | 作曲                    | 編曲 | 歌                  | 時間 |
| --- | --------------------------------------------------- | ------------------------- | ----------------------- | ---- | ------------------- | ---- |
| 1.  | 「心絵」(OA : ロードオブメジャー)                   | 北川賢一                  | 北川賢一                |      | Poppin’Party        |      |
| 2.  | 「ちゅ、多様性。」(OA : ano)                        | あの・真部脩一            | 真部脩一                |      | Poppin’Party        |      |
| 3.  | 「フィクション」(OA : sumika)                       | 片岡健太                  | 片岡健太                |      | Poppin’Party        |      |
| 4.  | 「カゲロウデイズ」(OA : じん feat.初音ミク)         | じん                      | じん                    |      | Afterglow           |      |
| 5.  | 「Bunny Girl」(OA：AKASAKI)                         | AKASAKI                   | AKASAKI                 |      | Afterglow           |      |
| 6.  | 「オレンジ」(OA：SPYAIR)                            | MOMIKEN                   | UZ                      |      | Afterglow           |      |
| 7.  | 「サインはB」(OA：B小町)                            | 大石昌良                  | 大石昌良                |      | Pastel＊Palettes    |      |
| 8.  | 「だから、ひとりじゃない」(OA：Little Glee Monster) | KANATA OKAJIMA・Carlos K. | Carlos K.・加賀爪タッド |      | Pastel＊Palettes    |      |
| 9.  | 「最上級にかわいいの!」(OA : 超ときめき♡宣伝部)     | コレサワ                  | コレサワ                |      | Pastel＊Palettes    |      |
| 10. | 「ファタール」(OA：Neru feat.鏡音リン)              | キタニタツヤ              | キタニタツヤ            |      | Roselia             |      |
| 11. | 「ヒバナ -Reloaded-」(OA：DECO*27 feat.初音ミク)    | DECO*27                   | DECO*27                 |      | Roselia             |      |
| 12. | 「Reweave」(OA : 鈴木このみ)                        | 烏屋茶房                  | Tom-H@ck                |      | Roselia             |      |
| 13. | 「幾億光年」(OA : Omoinotake)                       | 福島智朗                  | 藤井怜央                |      | Poppin'Party×燈     |      |
| 14. | 「愛包ダンスホール」(OA : HIMEHINA)                 | Gohgo                     | 涼木シンジ・Gohgo       |      | Pastel＊Palettes×蘭 |      |

| #   | タイトル                                                    | 作詞           | 作曲           | 編曲 | 歌                                |
| --- | ----------------------------------------------------------- | -------------- | -------------- | ---- | --------------------------------- |
| 1.  | 「最高到達点」(OA : SEKAI NO OWARI)                         | Fukase         | Nakajin        |      | ハロー、ハッピーワールド！        |
| 2.  | 「強風オールバック」(OA : ゆこぴ feat.歌愛ユキ)             | ゆこぴ         | ゆこぴ         |      | ハロー、ハッピーワールド！        |
| 3.  | 「はいよろこんで」(OA : こっちのけんと)                     | こっちのけんと | こっちのけんと |      | ハロー、ハッピーワールド！        |
| 4.  | 「輪舞-revolution」(OA : 奥井雅美)                          | 奥井雅美       | 矢吹俊郎       |      | Morfonica                         |
| 5.  | 「QUEEN」(OA：Kanaria feat.GUMI)                            | Kanaria        | Kanaria        |      | Morfonica                         |
| 6.  | 「again」(OA：YUI)                                          | YUI            | YUI            |      | Morfonica                         |
| 7.  | 「Bling-Bang-Bang-Born」(OA：Creepy Nuts)                   | R-指定         | DJ松永         |      | RAISE A SUILEN                    |
| 8.  | 「SOULSOUP」(OA：Official髭男dism)                          | 藤原聡         | 藤原聡         |      | RAISE A SUILEN                    |
| 9.  | 「第六感」(OA : Reol)                                       | Reol           | Reol・Giga     |      | RAISE A SUILEN                    |
| 10. | 「雑踏、僕らの街」(OA : トゲナシトゲアリ)                   | 大濱健悟       | 大濱健悟       |      | MyGO!!!!!                         |
| 11. | 「遥か彼方」(OA : ASIAN KUNG-FU GENERATION)                 | 後藤正文       | 後藤正文       |      | MyGO!!!!!                         |
| 12. | 「だれかの心臓になれたなら」(OA : ユリイ・カノン feat.GUMI) | ユリイ・カノン | ユリイ・カノン |      | MyGO!!!!!                         |
| 13. | 「悪魔の子」(OA : ヒグチアイ)                               | ヒグチアイ     | ヒグチアイ     |      | Roselia×レイヤ                    |
| 14. | 「シカ色デイズ」(OA : シカ部)                               | やぎぬまかな   | 和賀裕希       |      | ハロー、ハッピーワールド！×ましろ |

## 映像作品
各バンド単独の映像作品については各バンドのディスコグラフィを参照。
| 発売日         | タイトル                                                              | 形態                          | 規格品番   | 備考 |
| -------------- | --------------------------------------------------------------------- | ----------------------------- | ---------- | --- |
| 2019年11月27日 | BanG Dream! 6th☆LIVE                                                  | 2Blu-ray                      | BRMM-10219 | 2018年12月7日・12月8日に両国国技館で開催された「Bang Dream! 6th☆LIVE」の映像を収録。 - Disc1 Day1 : RAISE A SUILEN 「Brave New World」 - Disc2 Day2 : Poppin’Party 「Let’s Go! Poppin’Party!」 |
| 2020年02月19日 | TOKYO MX presents 「BanG Dream! 7th☆LIVE」COMPLETE BOX                | 3Blu-ray                      | BRMM-10230 | 2019年2月21日から23日にかけて日本武道館で開催された「Bang Dream! 7th☆LIVE」の映像を収録。 - Disc1 Day1 : Roselia「Hitze」 - Disc2 Day2 : RAISE A SUILEN「Genesis」 - Disc3 Day3 : Poppin'Party「Jumpin'Music♪」 各公演ごとのBlu-rayも発売。 |
| 2020年11月18日 | Roselia×RAISE A SUILEN「Rausch und/and Craziness」                    | 2Blu-ray                      | BRMM-10310 | 2019年11月30日、12月1日に幕張メッセで開催された「Rausch und/and Craziness」の映像を収録。 |
| 2022年06月22日 | BanG Dream! 9th☆LIVE COMPLETE BOX                                     | 4Blu-ray                      | BRMM-10551 | 2021年8月21日、22日、9月4日、5日にコニファーフォレストで開催された「BanG Dream! 9th☆LIVE」の映像を収録。 - Disc1 「The Beginning」DAY1 - Disc2 「The Beginning」DAY2 - Disc3 「Mythology」DAY1 - Disc4 「Mythology」DAY2 |
| 2023年07月26日 | BanG Dream! Special☆LIVE Girls Band Party! 2020→2022                  | 2Blu-ray                      | BRMM-10658 | 2022年にベルーナドームで開催された「BanG Dream! Special☆LIVE Girls Band Party! 2020→2022」の映像を収録。 |
| 2023年12月27日 | BanG Dream! 11th☆LIVE/Mythology Chapter 2 Special edition -LIVE BEST- | 10Blu-ray                     | BRMM-10745 | 2021年5月から2023年2月にかけて行われたライブの映像を収録。 - Disc1「Episode of Roselia」DAY1：Weißklee - Disc2「Episode of Roselia」DAY2：Rose - Disc3 RAISE A SUILEN×Morfonica「Mythology Chapter 2」 - Disc4 RAISE A SUILEN LIVE 2022「OVERKILL」 - Disc5 BanG Dream! 10th☆LIVE DAY1：Roselia「Sonnenschein」 - Disc6 BanG Dream! 10th☆LIVE DAY2：Morfonica「Reverberation」 - Disc7 BanG Dream! 10th☆LIVE DAY3：Poppin'Party「Hoppin'☆Poppin'☆Dreamin'!!」 - Disc8 BanG Dream! 10th☆LIVE DAY4：RAISE A SUILEN「SOUL ROAR」 - Disc9 BanG Dream! 11th☆LIVE DAY1：Poppin'Party×RAISE A SUILEN「GALAXY to GALAXY」 - Disc10 BanG Dream! 11th☆LIVE DAY2：Roselia×Morfonica「星空の夜想曲」 |
| 2023年12月27日 | BanG Dream! 11th☆LIVE/Mythology Chapter 2                             | 3Blu-ray                      | BRMM-10746 | 2022年6月18日にコニファーフォレストで開催された「Mythology Chapter 2」と2023年2月4日、5日に有明アリーナで開催された「BanG Dream! 11th☆LIVE」の映像を収録。 - Disc1 RAISE A SUILEN×Morfonica「Mythology Chapter 2」 - Disc2 BanG Dream! 11th☆LIVE DAY1：Poppin'Party×RAISE A SUILEN「GALAXY to GALAXY」 - Disc3 BanG Dream! 11th☆LIVE DAY2：Roselia×Morfonica「星空の夜想曲」 |
| 2024年09月25日 | Poppin'Party×MyGO!!!!! 合同ライブ「Divide/Unite」                     | Blu-ray+2CD（完全生産限定盤） | BRMM-10833 | 2024年4月29日に横浜アリーナで開催されたPoppin'Party×MyGO!!!!! 合同ライブ「Divide/Unite」の映像を収録。 完全生産限定盤にはライブ音源を収録したCDが付属。 |
| 2024年09月25日 | Poppin'Party×MyGO!!!!! 合同ライブ「Divide/Unite」                     | Blu-ray（通常版）             | BRMM-10834 | 2024年4月29日に横浜アリーナで開催されたPoppin'Party×MyGO!!!!! 合同ライブ「Divide/Unite」の映像を収録。 完全生産限定盤にはライブ音源を収録したCDが付属。 |

## 配信限定・先行配信（ソロおよび合同ユニット）
Twinkle, Twinkle, Little Star〜はじまりのステージVer.〜
作詞：Jane Taylor、作曲：Wolfgang Amadeus Mozart、編曲：藤田淳平*、歌：戸山香澄（愛美）
2017年4月4日より公式サイトにて期間限定で無料配信された。アニメ第3話挿入歌「きらきら星 〜はじまりのステージVer.〜」の英語版。
クインティプル☆すまいる
作詞：織田あすか*、作曲：藤田淳平*、編曲：末松涼太*、歌：GBP! スペシャルバンド
2018年4月16日より各種配信サイトにて配信。テレビ番組『バンドリ!TV』エンディングテーマ。2018年8月22日発売のシングル「ピコっと！パピっと!!ガルパ☆ピコ!!!」のカップリング曲として収録。
ひとりじゃないんだから
作詞：織田あすか*、作曲・編曲：都丸椋太*、歌：丸山彩（前島亜美）、青葉モカ（三澤紗千香）、今井リサ（中島由貴）、松原花音（豊田萌絵）、羽沢つぐみ（金元寿子）
2018年9月24日より各種配信サイトにて配信。『BanG Dream!』内に登場するキャラクターをシャッフルさせて組ませたバンドで人気投票を行う企画、第2回ガールズバンド総選挙（アプリゲーム『バンドリ! ガールズバンドパーティ!』内で2018年4月実施） において「高校生バイト応援ソングをつくろう！バンド」が1位を獲得し、それを記念して書き下ろされた楽曲。上記の選挙結果を踏まえてアニメ作品の2nd seasonでも起用された経緯があり、これについて脚本家の綾奈ゆにこは視聴者に「新鮮な楽しさを感じてほしかった」という制作側の意図を明かしている。本曲のハイレゾ音源は音楽配信サイトmoraで配信され、2018年9月第4週付のアニソンランキングで第3位を獲得した。
ピコたるもの、ふぃーばー！
作詞：織田あすか*、作曲：藤田淳平*、編曲：笠井雄太*、藤田淳平*、歌：香澄×蘭×彩×友希那×こころ×ましろ×レイヤ
2021年10月8日より各種配信サイトにて先行配信。「BanG Dream! ガルパ☆ピコ ふぃーばー！」エンディングテーマ。
○○ Instrumental Collection 1
2022年1月15日より各種配信サイトにて7バンド分を一挙に配信。これまでサブスクリプションでの配信が行われていなかった、もしくはアルバムのみに収録されている各楽曲のオフヴォーカル版を収録。
ちなみに、「○○」にはそれぞれのバンド名が入る。

## 特典CD（複数バンドによる合同キャンペーン）
単独のバンドの特典CDについては各バンドのディスコグラフィを参照。

### カバー曲サンプラーCD

#### 第1弾
Poppin'Partyの9thシングル『CiRCLING』およびRoseliaの5thシングル『Opera of the wasteland』の同時購入特典CD。2018年3月21日より配布。スマートフォン用アプリゲーム『バンドリ！ ガールズバンドパーティ！』で使用されたカバー楽曲のゲームサイズバージョンを収録している。配布店舗および収録曲は下記の通り。今作の収録曲のフルサイズはカバーアルバム『バンドリ！ ガールズバンドパーティ！ カバーコレクション Vol.1』に収録された。
| タイトル                                       | 曲 | 歌                                                                         | 規格品番 | 配布店舗                          |
| ---------------------------------------------- | --- | -------------------------------------------------------------------------- | -------- | --------------------------------- |
| BanG Dream! 3月21日発売Single同時購入特典CD-青 | 「光るなら（game size ver.）」 「アスノヨゾラ哨戒班（game size ver.）」 「secret base〜君がくれたもの〜 （game size ver.）」 「魂のルフラン（game size ver.）」 「いーあるふぁんくらぶ（game size ver.）」 | Poppin’Party Afterglow Pastel＊Palettes Roselia ハロー、ハッピーワールド！ | -        | アニメイト                        |
| BanG Dream! 3月21日発売Single同時購入特典CD-赤 | 「光るなら（game size ver.）」 「READY STEADY GO（game size ver.）」 「secret base〜君がくれたもの〜（game size ver.）」 「ETERNAL BLAZE（game size ver.）」 「いーあるふぁんくらぶ（game size ver.）」    | Poppin’Party Afterglow Pastel＊Palettes Roselia ハロー、ハッピーワールド！ | -        | ゲーマーズ                        |
| BanG Dream! 3月21日発売Single同時購入特典CD-黄 | 「千本桜（game size ver.）」 「READY STEADY GO（game size ver.）」 「ふわふわ時間（game size ver.）」 「ETERNAL BLAZE（game size ver.）」 「ロメオ（game size ver.）」                                     | Poppin’Party Afterglow Pastel＊Palettes Roselia ハロー、ハッピーワールド！ | -        | タワーレコード                    |
| BanG Dream! 3月21日発売Single同時購入特典CD-黒 | 「千本桜（game size ver.）」 「アスノヨゾラ哨戒班（game size ver.）」 「ふわふわ時間（game size ver.）」 「魂のルフラン（game size ver.）」 「ロメオ（game size ver.）」                                   | Poppin’Party Afterglow Pastel＊Palettes Roselia ハロー、ハッピーワールド！ | -        | ブシロードEC とらのあな WonderGOO |

#### 第2弾
Poppin’Partyの12thシングル『キズナミュージック♪』、Roseliaの7thシングル『BRAVE JEWEL』、RAISE A SUILENの1stシングル『R・I・O・T』の3タイトル同時購入特典CD。2018年12月12日より配布開始。スマートフォン用アプリゲーム『バンドリ！ ガールズバンドパーティ！』で使用されたカバー楽曲のゲームサイズバージョンを収録している。収録曲は下記の通り。なお、ピクチャーレーベルは各バンド仕様で全5種類となっている。今作の収録曲のフルサイズはカバーアルバム『バンドリ！ ガールズバンドパーティ！ カバーコレクション Vol.2』に収録された。
| 曲 | 歌                                                                         | 規格品番 |
| --- | -------------------------------------------------------------------------- | -------- |
| 「君じゃなきゃダメみたい（game size ver.）」 「Redo（game size ver.）」 「ハッピーシンセサイザ（game size ver.）」 「深愛（game size ver.）」 「GO! GO! MANIAC（game size ver.）」 | Poppin’Party Afterglow Pastel＊Palettes Roselia ハロー、ハッピーワールド！ | -        |

### short ver. 3曲入りCD
バンドリーマー感謝キャラバンの配布CD。2018年9月2日から11月25日までの土日祝にキャラバン対象のCD・レコードショップ、楽器店、アニメショップにて配布された。テレビアニメ『BanG Dream! 2nd Season』オープニングテーマのショートバージョンを収録している。今作の収録曲のフルサイズはPoppin’Partyの12thシングル『キズナミュージック♪』、Roseliaの7thシングル『BRAVE JEWEL』、RAISE A SUILENの1stシングル『R・I・O・T』にそれぞれ収録されている。
| タイトル             | 曲                                                                                               | 歌                                  | 規格品番 |
| -------------------- | ------------------------------------------------------------------------------------------------ | ----------------------------------- | -------- |
| short ver. 3曲入りCD | 「キズナミュージック♪（short ver.）」 「BRAVE JEWEL（short ver.）」 「R・I・O・T（short ver.）」 | Poppin’Party Roselia RAISE A SUILEN | -        |

### ミルキィホームズ×Glitter*Green ファイナルシングル発売記念スペシャルCD
声優ユニット「ミルキィホームズ」のファイナルシングル『毎日くらいまっくす☆／そして、群青にとけていく』とGlitter*Greenのファイナルシングル『Don’t be afraid!』の同時購入キャンペーンCD。両シングル封入特典の引換券にて2019年1月28日開催「ミルキィホームズ ファイナルライブ Q.E.D.」会場内特設ブースで頒布 した後、2019年2月18日から同年7月末までゲーマーズ各店舗で頒布 していた。
収録されている「雨上がりのミライ」は、この特典CDのために新たに録りおろされたカバー楽曲である。また、楽曲とは別に、Glitter*Greenメンバー4人の「キャストスペシャルメッセージ」が収録された。
| タイトル                                                              | 曲                   | 歌            | 編曲      | 規格品番 |
| --------------------------------------------------------------------- | -------------------- | ------------- | --------- | -------- |
| ミルキィホームズ×Glitter*Green ファイナルシングル発売記念スペシャルCD | 「雨上がりのミライ」 | Glitter*Green | 岩橋星実* | -        |